# Novophilaenus novaecaledoniae
Novophilaenus novaecaledoniae är en insektsart som först beskrevs av Victor Lallemand 1924.  Novophilaenus novaecaledoniae ingår i släktet Novophilaenus och familjen spottstritar. Inga underarter finns listade i Catalogue of Life.